# Deinbollia
Deinbollia är ett släkte av kinesträdsväxter. Deinbollia ingår i familjen kinesträdsväxter.

## Dottertaxa tillDeinbollia, i alfabetisk ordning[1]
- Deinbollia acuminata
- Deinbollia angustifolia
- Deinbollia boinensis
- Deinbollia borbonica
- Deinbollia calophylla
- Deinbollia cauliflora
- Deinbollia crassipes
- Deinbollia cuneifolia
- Deinbollia dasybotrys
- Deinbollia evrardii
- Deinbollia fanshawei
- Deinbollia fulvo-tomentella
- Deinbollia gossweileri
- Deinbollia grandifolia
- Deinbollia insignis
- Deinbollia kilimandscharica
- Deinbollia laurentii
- Deinbollia laurifolia
- Deinbollia longiacuminata
- Deinbollia macrantha
- Deinbollia macrocarpa
- Deinbollia macroura
- Deinbollia maxima
- Deinbollia mezilii
- Deinbollia molliuscula
- Deinbollia neglecta
- Deinbollia nyasica
- Deinbollia oblongifolia
- Deinbollia oreophila
- Deinbollia pervillei
- Deinbollia pinnata
- Deinbollia pycnophylla
- Deinbollia pynaertii
- Deinbollia rambaensis
- Deinbollia reticulata
- Deinbollia saligna
- Deinbollia unijuga
- Deinbollia xanthocarpa